# Isla Ronda
La isla Ronda  es una isla fluvial del río Amazonas perteneciente a Colombia, ubicado en el municipio de Leticia, al sureste del departamento de Amazonas.
Cerca de la isla se encuentra las islas de Chinería en territorio peruano y Santa Rosa la cual tiene pendiente emisión de concepto por parte de la la comisión binacional Colombo-Peruana COMPERIF (es el órgano encargado de estudiar, resolver o proponer soluciones sobre cualquiera asunto de la línea de frontera)

## Descripción

### Resguardo amerindio
La isla está en el río Amazonas, son habitadas por la comunidad indígena Cocama, la isla también es un baluarte lingüístico del idioma cocama-cocamilla. La urbe más cercana es el puerto de Leticia, la isla también es un punto intermedio para llegar a Puerto Nariño.

### Trabajo hidrográfico
En abril de 2011 en los alrededores de Ronda, junto a Chinería y Santa Rosa de Perú se desarrolló un levantamiento hidrográfico para determinar la cantidad de sedimentación en las tierras amazónicas.